# Ришнов
Ришнов (рум. Râșnov ; нім. Rosenau; угор. Barcarozsnyó; Трансільванський саксонський діалект: Rusnâ; Латина: Rosnovia) — місто у повіті Брашов в Румунії.
Місто розташоване на відстані 137 км на північ від Бухареста, 13 км на південний захід від Брашова.

## Історія

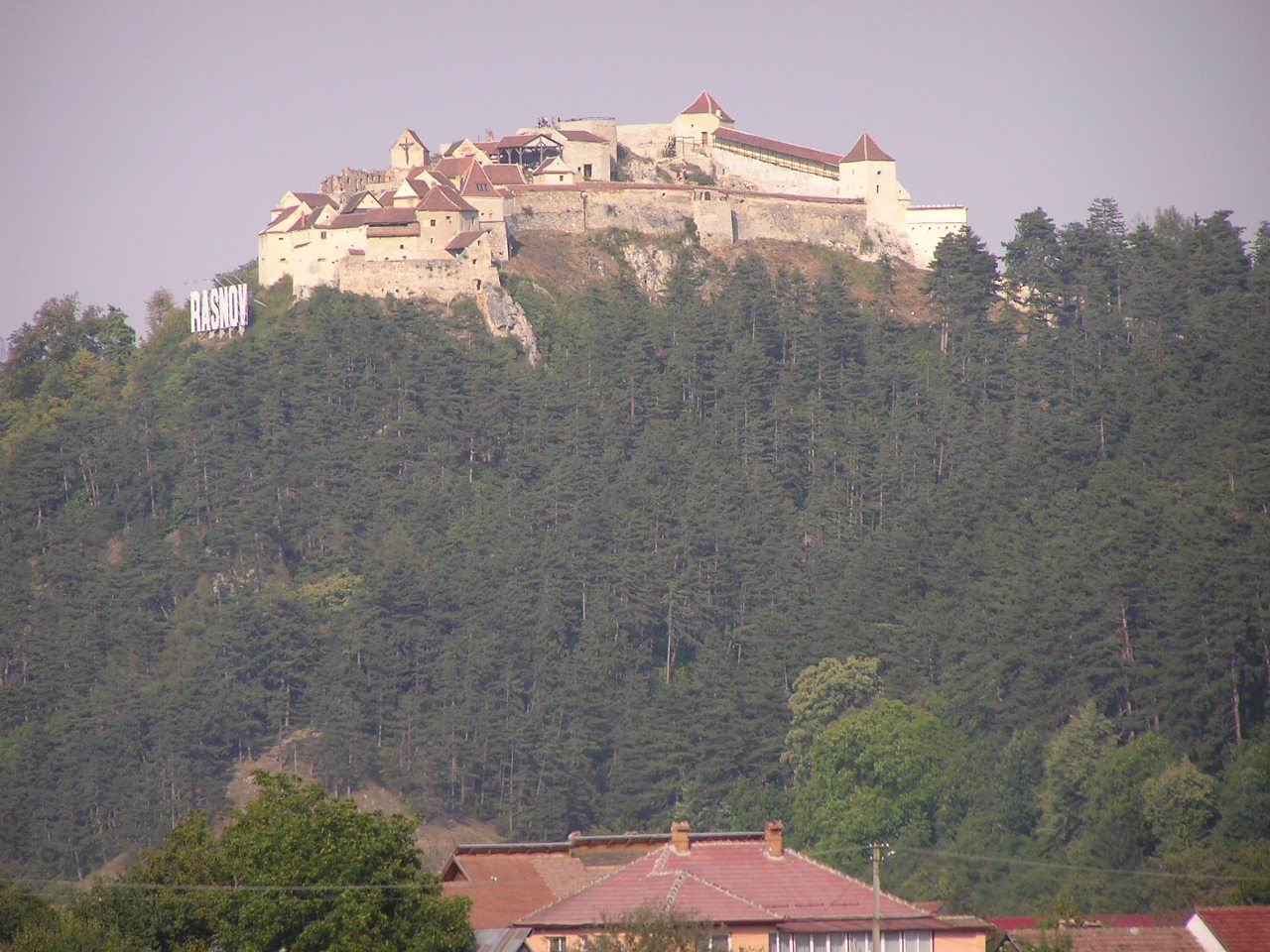
Цитадель Ришнов

Можливо, назва Ришнов походить від слов'янського žrŭnovy, що означає (село або долину) «млинів» (жорен). У XIV-му столітті, німецькі документи використовувавали ім'я Rasnov, але сучасне німецьке ім'я, Розенау, засноване на популярній етимології, під впливом нім. Rose («троянда»). Але вірогідніше за все воно походить від назви Rusnâ що використовували трансільванські сакси, і яке мабуть було пов'язане з Руссю, та населенням русинами, яке жило до приходу саксів в ці місця на початку XIII століття.
У 1856 році римський форт Cumidava був виявлений недалеко від міста.

### Цитадель Ришнов

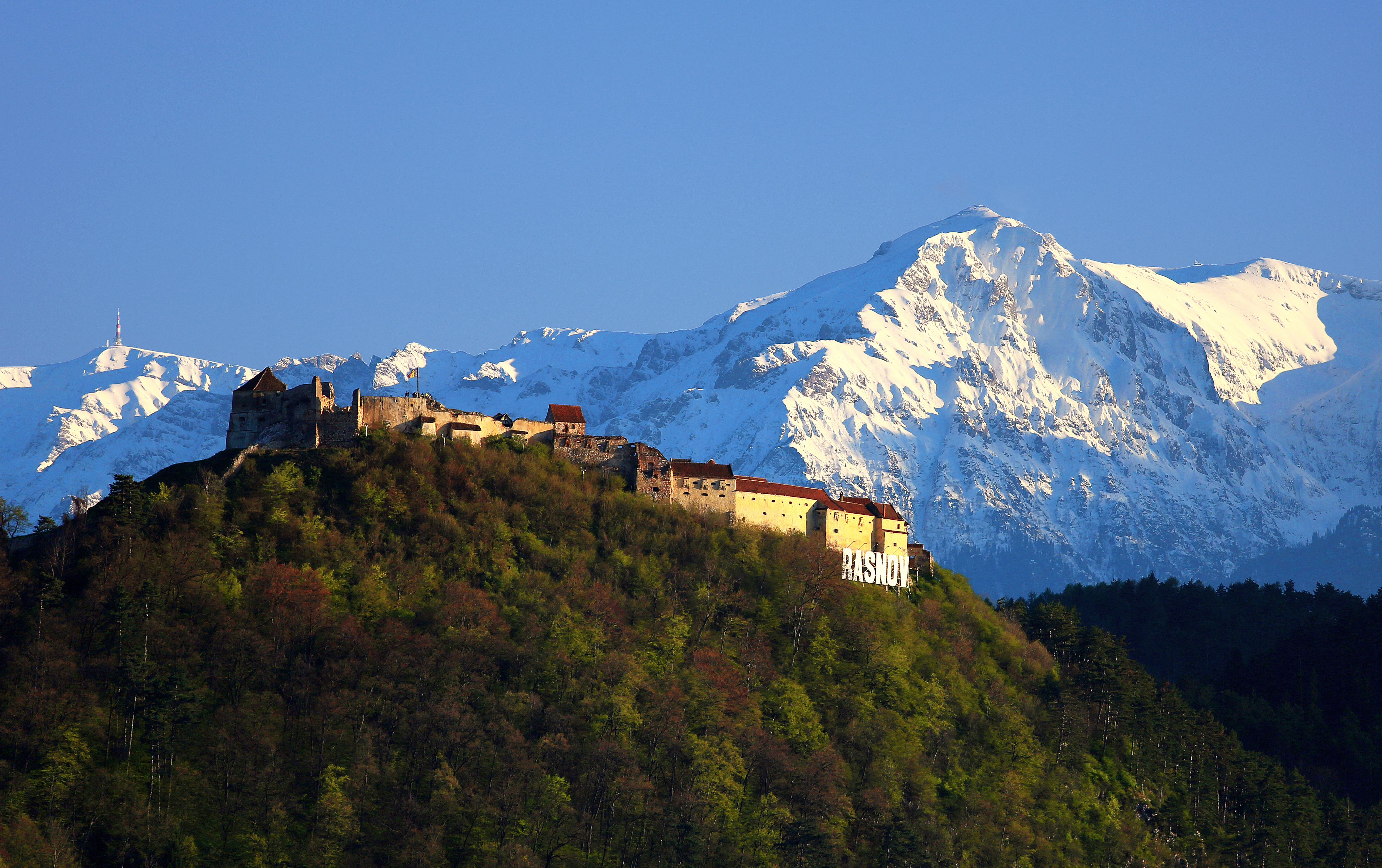
Цитадель Ришнов на фоні гір

Цитадель Ришнов (Cetatea Râşnov) була побудована близько 1215 року тевтонськими лицарями і була згадана вперше в 1331 році, фортеця була завойована тільки один раз у своїй історії 1612 року Габріелем Баторі. Вона була побудована, щоб захистити місцеве населення Ришнова і навколишніх сіл від нападів місцевих феодалів. Перша документальна згадка від 1335 року, (за деякими даними 1331), коли замок зазнав татарського нападу. У 1345 році фортеця зазнала ще один татарський набіг.
У 1421 році замок пережив турецьку облогу. У 1427 він був перевірений Сигізмундом Люксембургом (Сигізмунд Люксембург, 1387-1437), королем Угорщини та імператором Священної Римської імперії. У 1438 пережив новий турецький напад.
У квітні 1612 через брак води фортеця здається Габріелю Баторі. У 1623-1640 роках був виритий колодязь на глибину 146 метрів. Згідно з місцевою легендою, добре виритий двома турецькими в'язнями, яким в свою чергу обіцяли свободу.
У 2002 році цитадель Ришнов і околиці були задіяні під час зйомок кількох сцен з американського фільму Холодна гора.

## Населення
За даними перепису населення 2002 року у місті проживали 15 456 осіб.
Національний склад населення міста:
| Національність   | Кількість осіб | Відсоток |
| ---------------- | -------------- | -------- |
| румуни           | 14929          | 96,6 %   |
| угорці           | 332            | 2,1 %    |
| німці            | 155            | 1,0 %    |
| цигани           | 26             | 0,2 %    |
| росіяни-липовани | 4              | < 0,1 %  |
| чанго            | 3              | < 0,1 %  |
| греки            | 2              | < 0,1 %  |
| турки            | 1              | < 0,1 %  |
| поляки           | 1              | < 0,1 %  |
| італійці         | 1              | < 0,1 %  |

Рідною мовою назвали:
| Мова       | Кількість осіб | Відсоток |
| ---------- | -------------- | -------- |
| румунська  | 15002          | 97,1 %   |
| угорська   | 288            | 1,9 %    |
| німецька   | 150            | 1,0 %    |
| циганська  | 9              | 0,1 %    |
| російська  | 2              | < 0,1 %  |
| українська | 1              | < 0,1 %  |
| грецька    | 1              | < 0,1 %  |
| італійська | 1              | < 0,1 %  |

Склад населення міста за віросповіданням:
| Релігія                                       | Кількість осіб | Відсоток |
| --------------------------------------------- | -------------- | -------- |
| православні                                   | 14378          | 93,0 %   |
| римо-католики                                 | 420            | 2,7 %    |
| бретрени                                      | 178            | 1,2 %    |
| реформати                                     | 97             | 0,6 %    |
| лютерани (Синодально-пресвітеріанська церква) | 81             | 0,5 %    |
| лютерани                                      | 59             | 0,4 %    |
| п'ятдесятники                                 | 47             | 0,3 %    |
| адвентисти                                    | 39             | 0,3 %    |
| лютерани (Аугсбурзького сповідання)           | 37             | 0,2 %    |
| греко-католики                                | 33             | 0,2 %    |
| унітарії                                      | 23             | 0,1 %    |
| баптисти                                      | 8              | 0,1 %    |
| старообрядці                                  | 3              | < 0,1 %  |
| мусульмани                                    | 2              | < 0,1 %  |
| не релігійні                                  | 2              | < 0,1 %  |
| атеїсти                                       | 1              | < 0,1 %  |

## Відомі уродженці
- Еріх Берґель (нім. Erich Bergel; 1930—1998) — румунсько-німецький диригент і музикознавець.

## Зображення

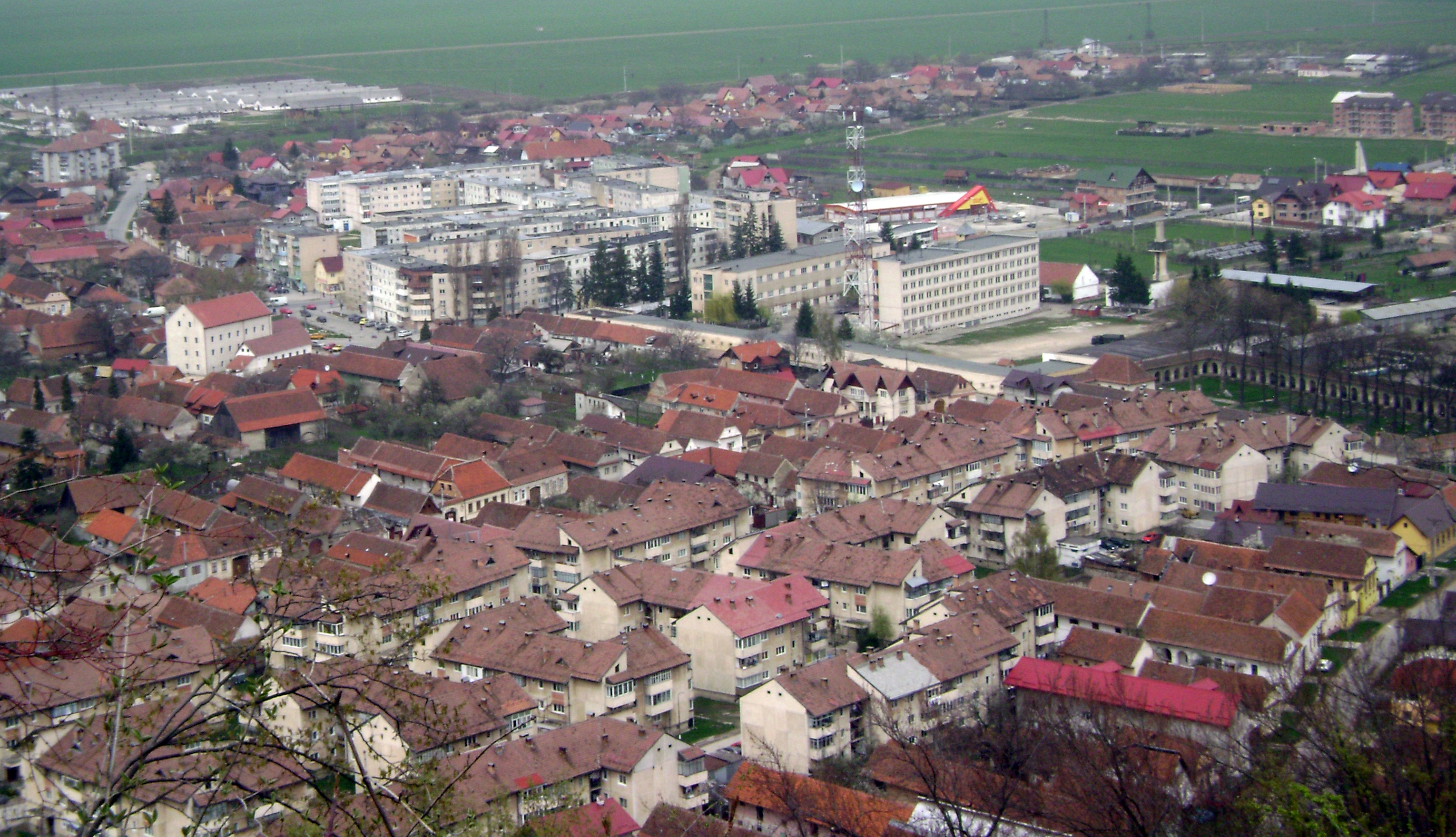
Панорама міста
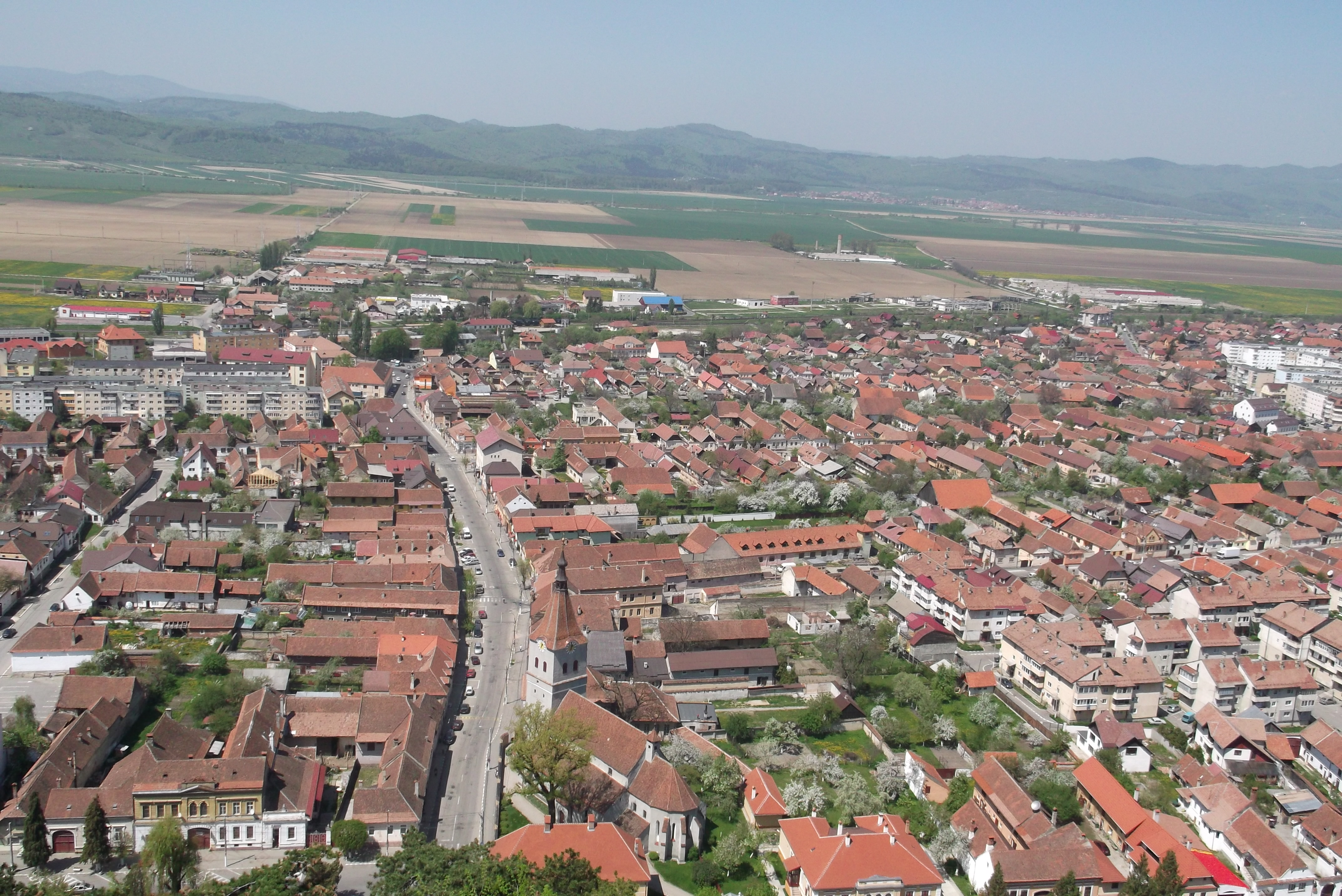
Панорама міста
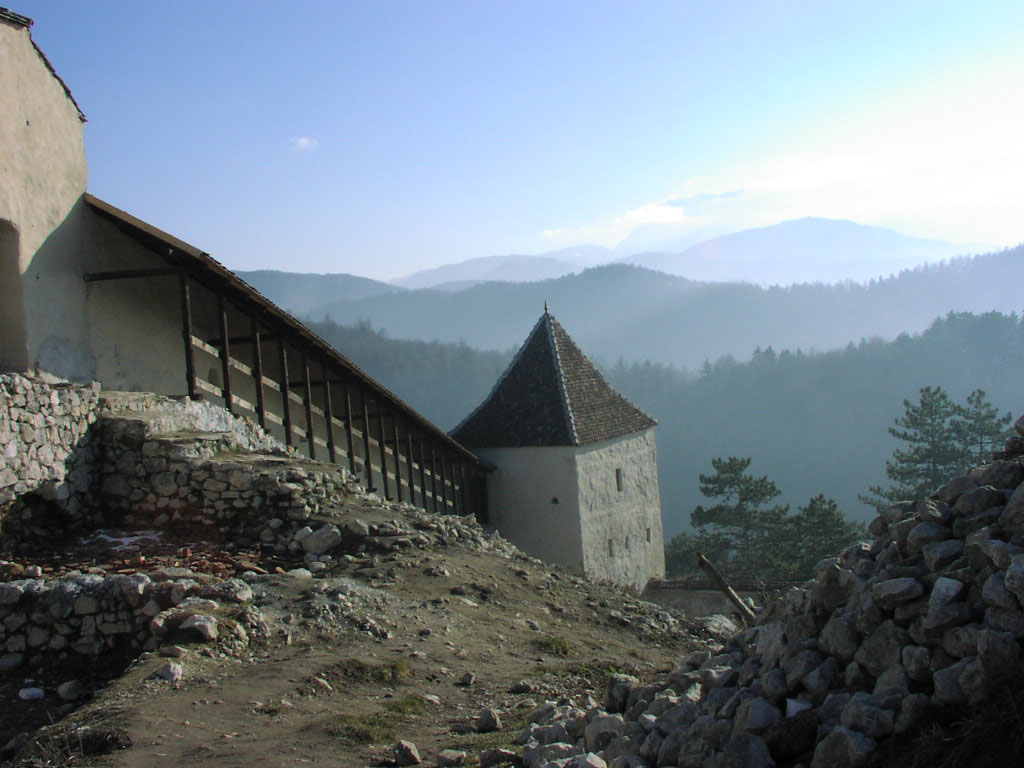
Фортеця Ришнов
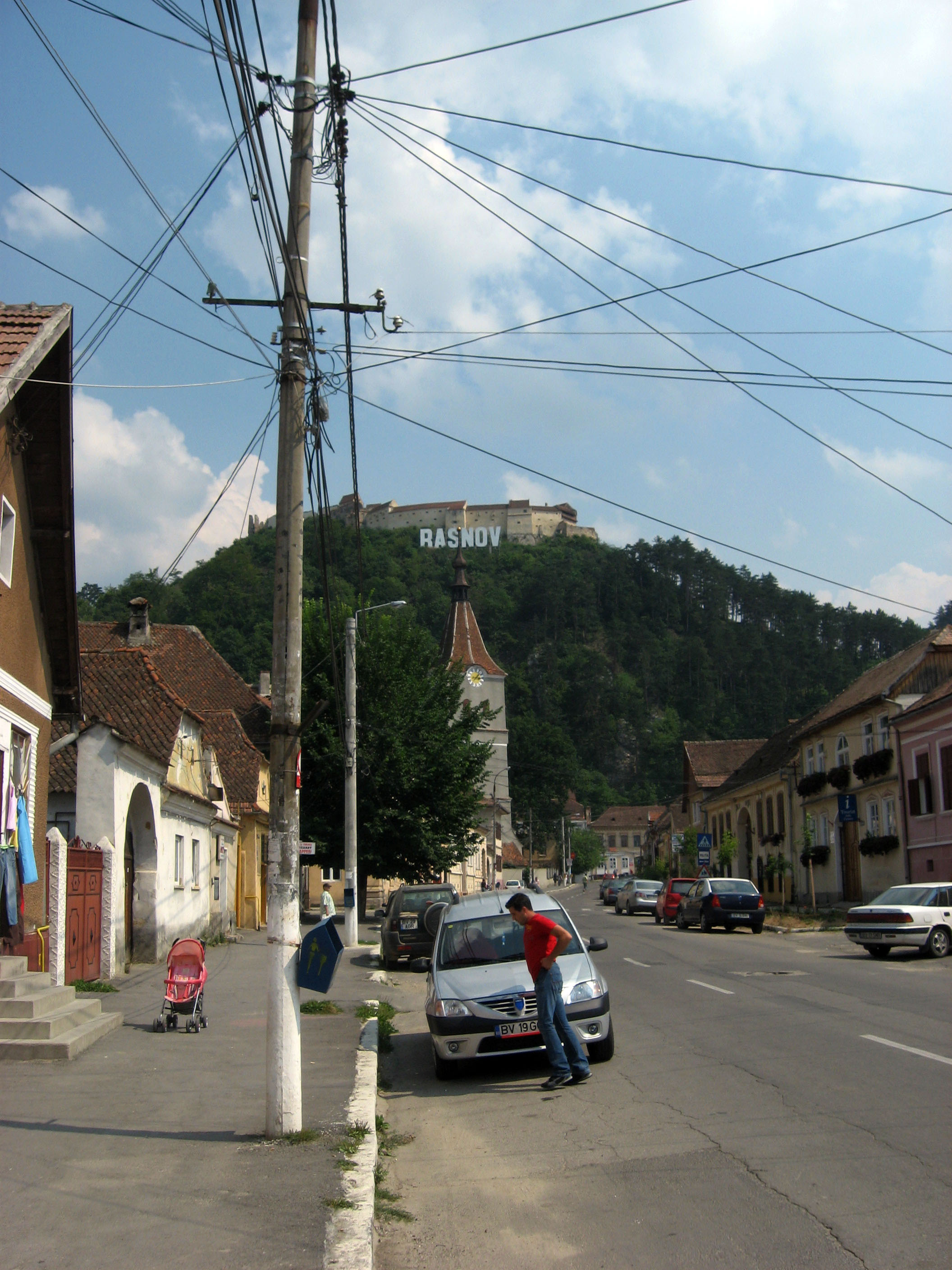
Вид на саксонську церкву і замок, з голівудським знаком
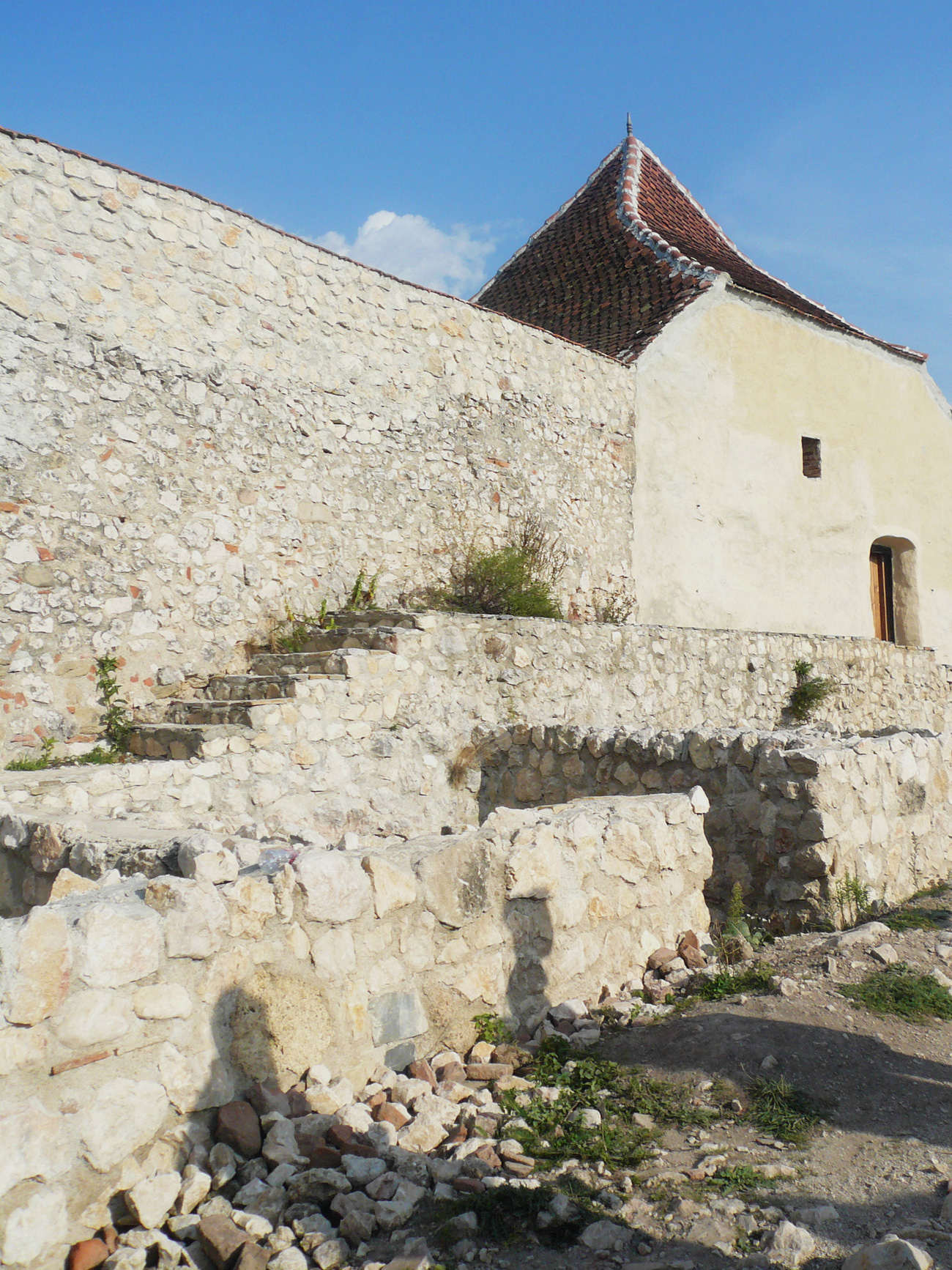
Всередині фортеці
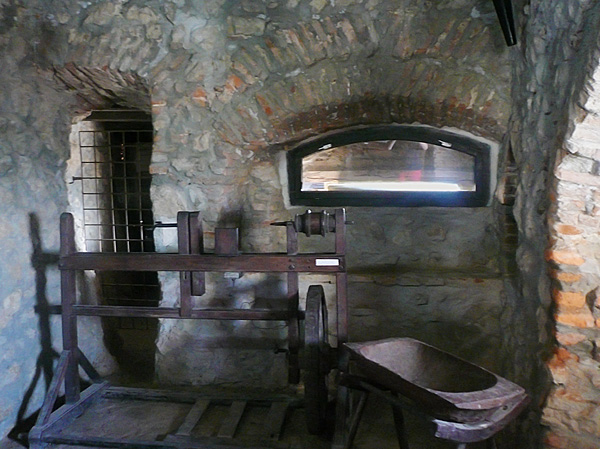
музей фортеці Ришнов
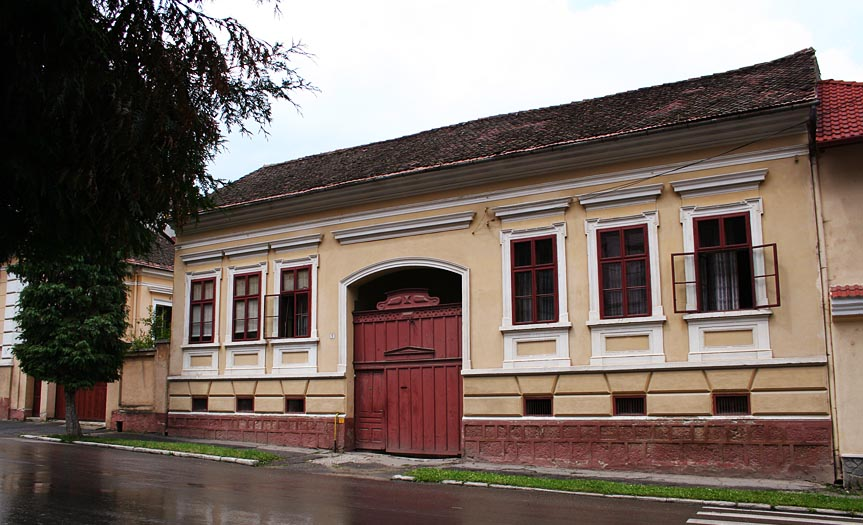
Саксонський будинок
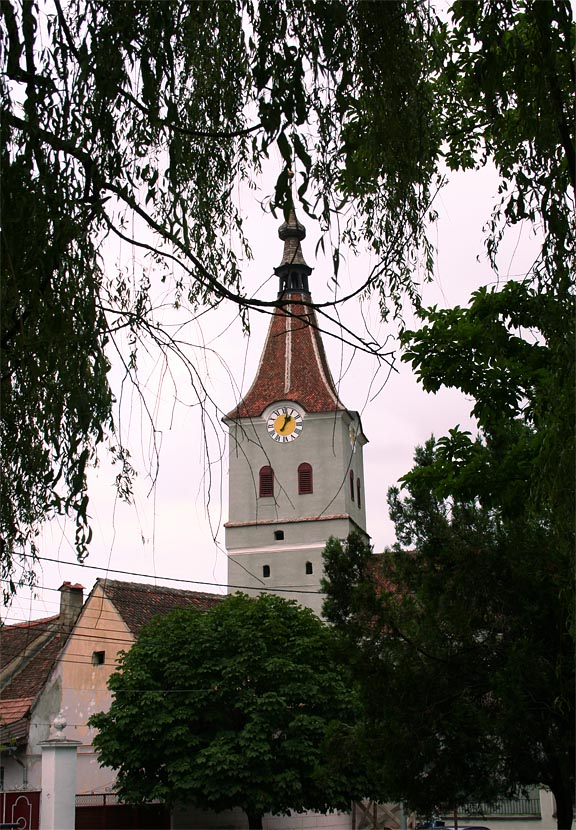
Саксонська церква
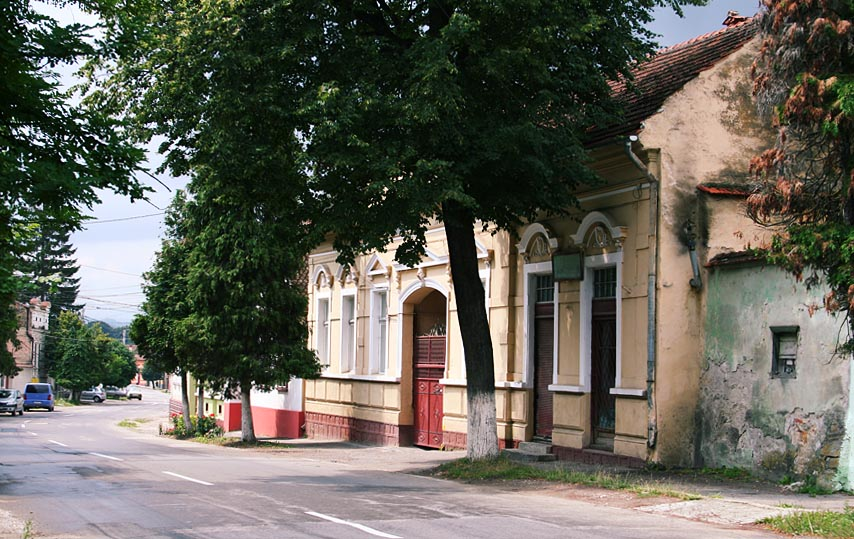
Вулиця Караджале
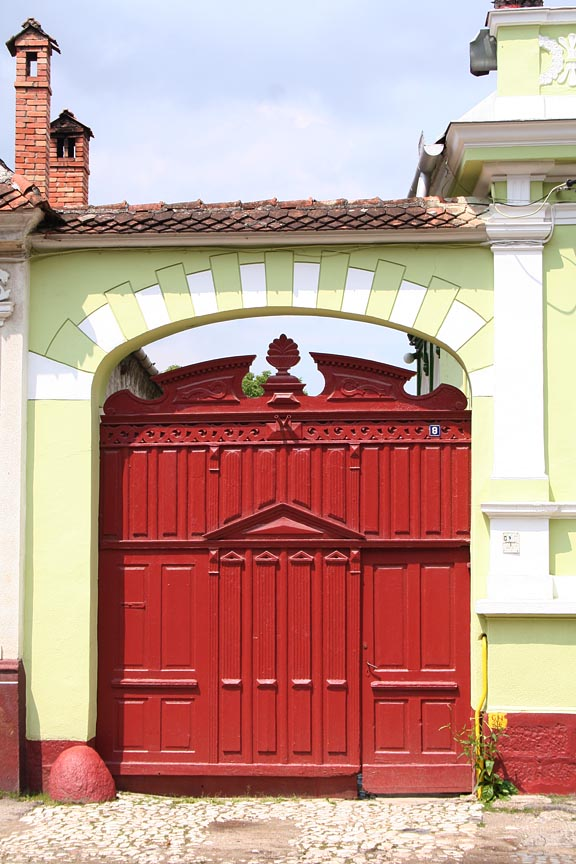
Вхід
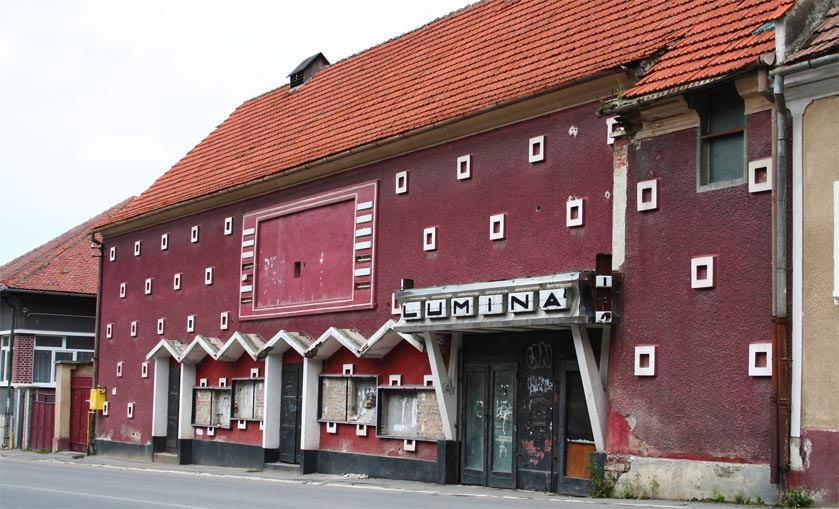
Старий кінотеатр
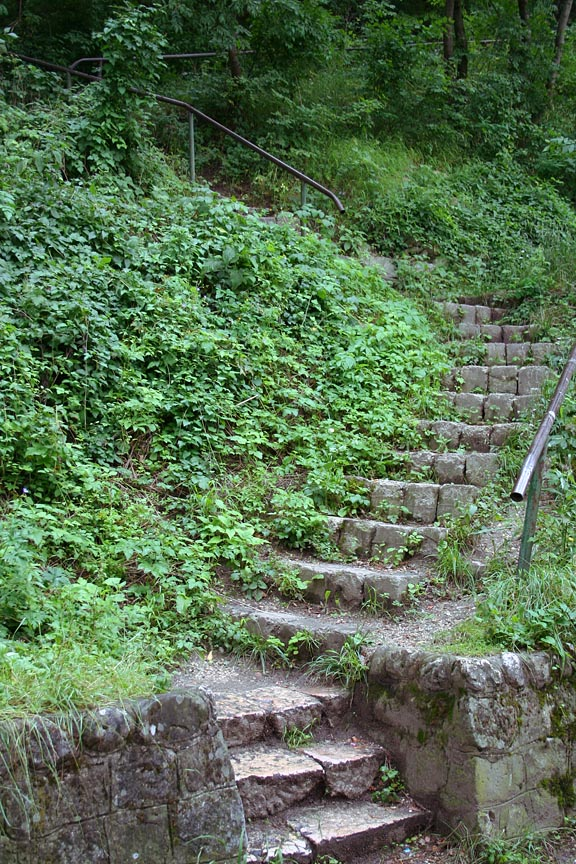
сходи у фортецю
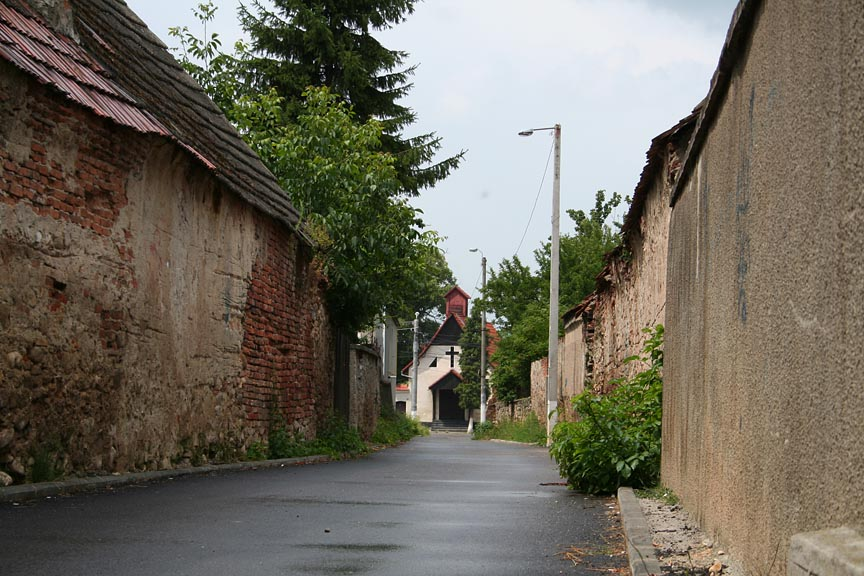
вулиця в Ришнові
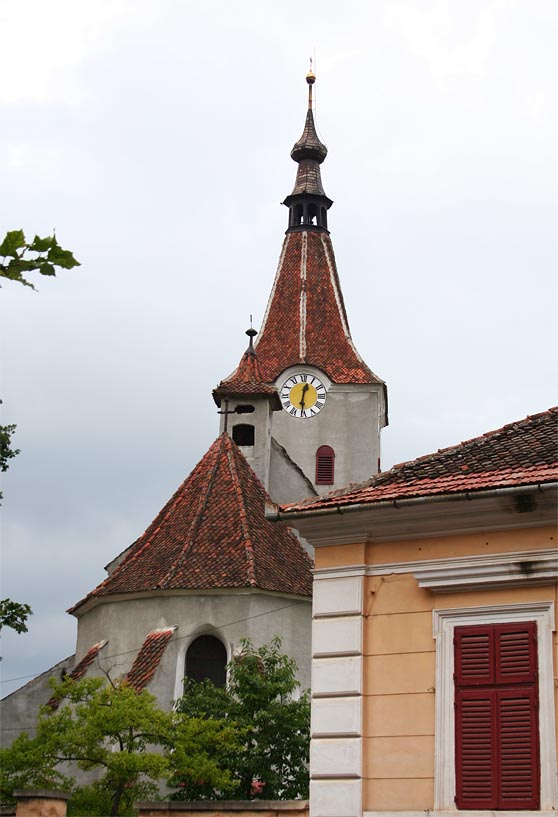
Стара церква
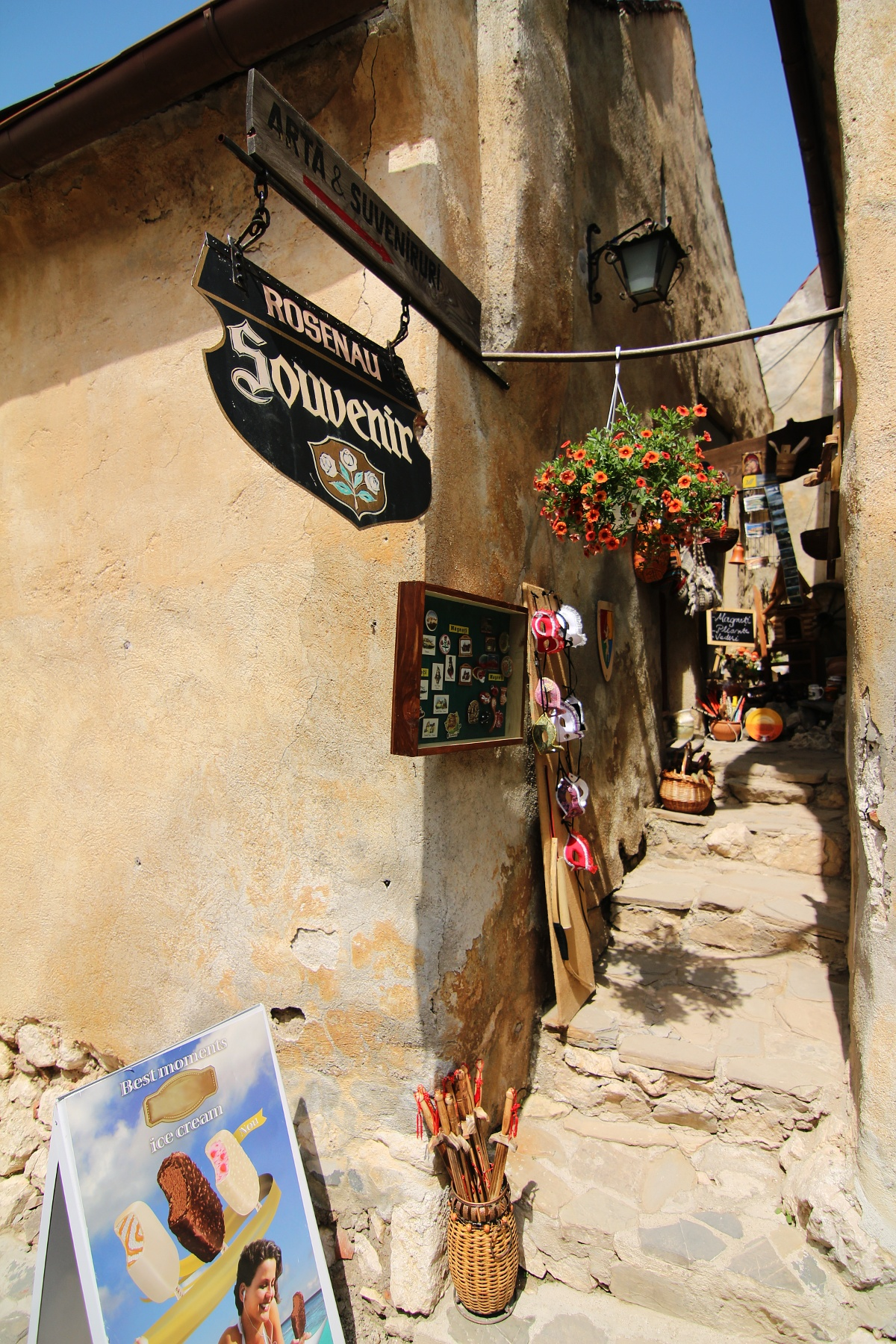
Алея цитаделі Ришнов
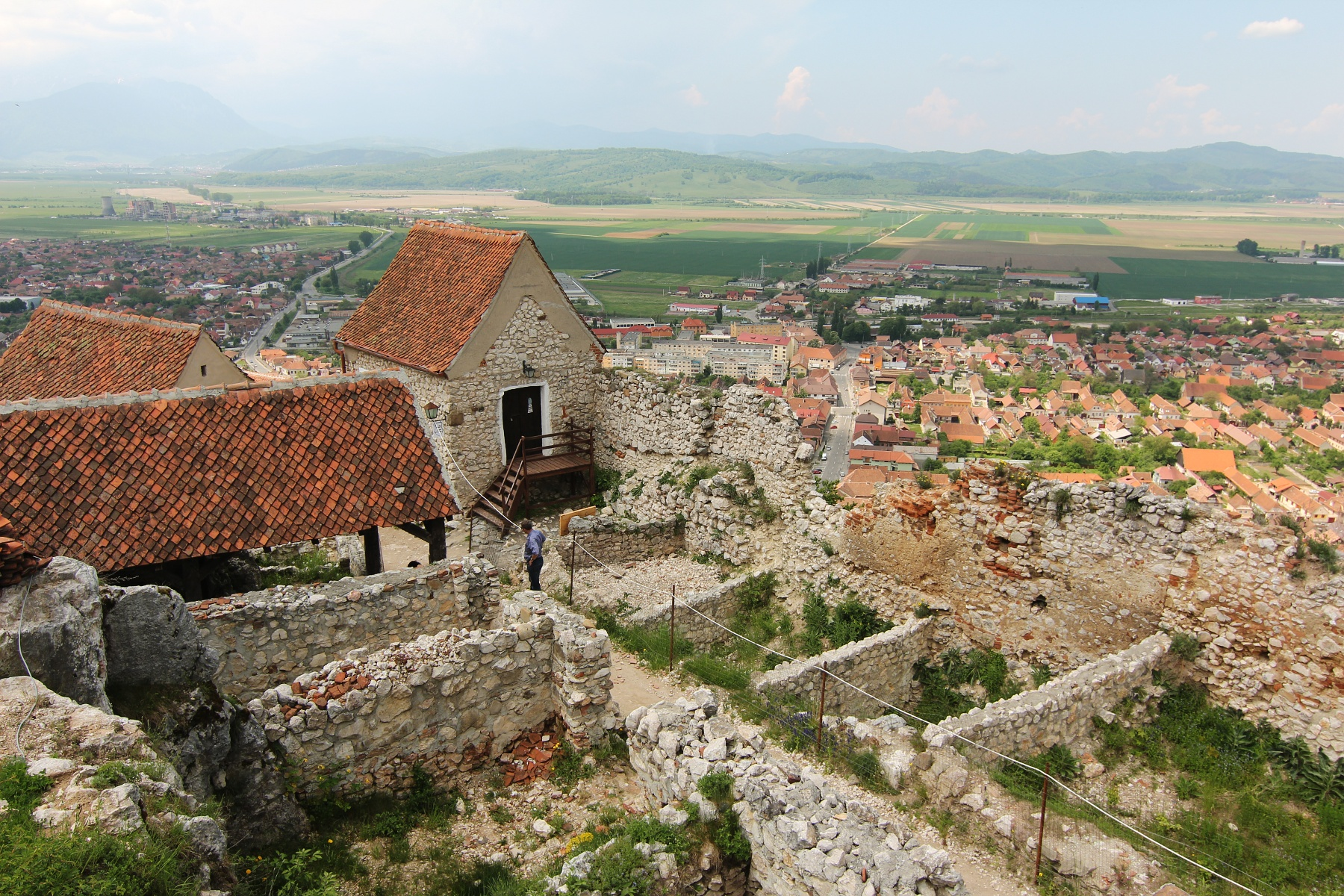
Місто Ришнов і руїни цитаделі
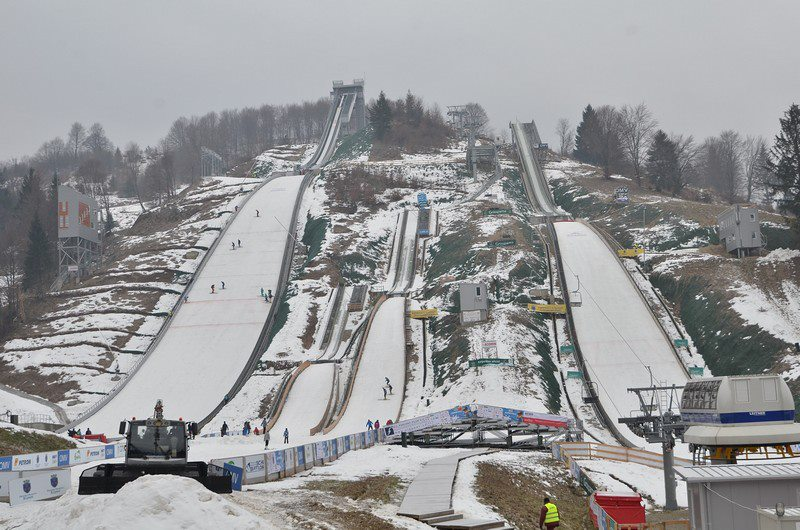
Гірськолижні траси у Ришнові